# Sibir
 Ovo je glavno značenje pojma Sibir. Za ledolomca pogledajte Sibir (ledolomac).
Sibir (ruski: Сиби́рь, ženski rod) je naziv za područje koje pokriva veći dio sjeverne Azije, tj. azijski dio Rusije. Pokriva oko polovicu ruskog teritorija s površinom od 9,6 milijuna km2, što je veće od cijelog teritorija SAD-a.

## Pregled

### Problem postavljanja granice
Granice Sibira ne mogu se jednoznačno i precizno odrediti. Utvrđivanje sibirskog teritorija razlikuje se ovisno o kutu gledanja: zemljopisno, povijesno ili politički.
Ime potječe izvorno iz mongolskog (neki izvori tvrde da dolazi iz tatarskog) i doslovno mu je značenje, po jednom mišljenju, "zemlja koja spava"), a odnosilo se na Sibirski Kanat na području današnjeg zapadnog Sibira, koji je nastao raspadom Zlatne Horde. Po drugom mišljenju, i tvrđava Sibir i rijeka Sibirka nazvani su po tatarskom plemenu Seber (što se tada ruski izgovaralo Сыбыр tj. Sybyr), a to je navodno složenica od сибэ (čitaj: sibe; naplavina, nanos; depozit) i ыр (čitaj: yr; ljudi, ljudstvo), doslovce „ovdje naneseni ljudi“, tj. „ovdašnji, domaći“. Danas se izvan Rusije pod Sibirom obično podrazumijeva čitav azijski dio Rusije.
Prostire se oko 7.000 kilometara u smjeru istok-zapad od Urala sve do planina koje čine pacifičku vododjelnicu. Od sjevera prema jugu ima oko 3.500 kilometara od Arktičkog oceana (Sjeverno polarno more) pa do kazahstanskih planina i granica s Mongolijom i Narodnom Republikom Kinom. Područje Dalekog istoka od Jakutije do tihooceanske obale, koje je sa svojih 6.179.900 km² površine veće od cijelog preostalog dijela Sibira, izvan Rusije se obično pribraja Sibiru, ali se u Rusiji smatra zasebnom regijom. Tako stanovnici Kamčatke ili Sahalina pod "Sibirom" podrazumijevaju regiju koja je više tisuća kilometara daleko od njihove domovine.
Po visini Sibir se može grubo razgraničiti na sedam dijelova: Zapadnosibirska nizina, Sjevernosibirska nizina, Srednjosibirska zaravan,  Južnosibirsko gorje, Srednjojakutska nizina, Istočnosibirska nizina i Istočnosibirsko gorje.

### Rijeke
Najveće rijeke su Ob, koji odvodnjava ogromnu ravnicu istočno od Urala, Jenisej, Lena i Amur. Pored Irkutska nalazi se Bajkalsko jezero koje je najdublje slatkovodno jezero na Zemlji. Daleko na istoku nalazi se poluotok Kamčatka s velikim brojem vulkana.

### Klima
U većem dijelu Sibira vlada izražena kontinentalna klima: vruća ljeta (do +40 °C) smjenjuju krajnje hladne zime (do -67 °C). Zemlja često ostaje pod snijegom do 9 mjeseci.
Krajolikom uglavnom dominiraju listopadne šume (tajge), dok u arktičkim područjima prevladava tundra, krajolik bez drveća. Između toga se nalazi mješovito, prijelazno područje. Na jugu tajga prelazi u stepu.
U velikim dijelovima Sibira kao oblik tla prevladava permafrost  (trajno zaleđeno tlo). Najhladnije naseljeno mjesto na Zemlji je istočnosibirski grad Ojmjakon (južno od Verhojanska).

## Stanovništvo
S 23 milijuna stanovnika Sibir je slabo naseljeno područje, a gustoća stanovništva je samo 2,7 stanovnika na km2. Stanovništvo je koncentrirano u relativno uskom pojasu na jugu i jugozapadu, odnosno duž transsibirske željezničke pruge koja povezuje važne velike gradove i gdje je moguće poljodjelstvo.
U velike gradove u tom pojasu spadaju Novosibirsk, Omsk, Krasnojarsk, Tjumenj, Tomsk, Irkutsk, Habarovsk, Ulan-Ude i dalekoistočna pacifička metropola Vladivostok. Važna industrijska središta u kojima leže još neki veliki gradovi su Hantijsko-mansijski autonomni okrug kao i Jamalsko-nenecki autonomni okrug gdje je težište naftne industrije i plina, kao i južnosibirski "kuznjecki bazen ugljena" (Kuzbass) s industrijskim gradom Kemerovo.
Većinu stanovništva čine ruski doseljenici i rusificirani Ukrajinci koji su ovamo došli u prošlim stoljećima. Već u 18. stoljeću ih je bilo više nego starosjedilačkog stanovništva.
Još u vrijeme careva zabačeno je i negostoljubivo područje Sibira i srednje Azije služilo kao mjesto izgona političkih protivnika i prijestupnika. Na strašan glas došao je Sibir s pojavom Solženjicinove knjige Arhipelag GULAG kad se saznalo o svim užasima zatvora i kažnjeničkih logora stvorenih za vrijeme Staljinove strahovlade. Tek s raspadom Sovjetskog Saveza prestale su deportacije u ta područja. Od 1920-ih godina pojačava se industrijski razvoj Sibira, što je učvrstilo strukturu stanovništva u doseljeničku korist.
Starosjedilačko stanovništvo sibirskog sjevera i ruskog Dalekog istoka sastoji se od naroda altajske i uralske jezične porodice i drugih naroda. Veći su narodi Tuvinci, Burjati, Hakasi, Jakuti i Altajci. Manje etničke zajednice koje nemaju svoje federalne republike među ostalima su Čukči, Evenki, Korjaci, Nenci, Hanti, Mansi i Jukagiri. Za vrijeme Sovjetskog Saveza većina je starosjedilaca, koji su oduvijek bili nomadi, bila prisiljena na trajno naseljavanje i kolektivizaciju u sovhoze.
Najveća ugroza za starosjedilačko stanovništvo proizlazi iz industrijskog otvaranja i korištenja prirodnih resursa kao što su nafta, prirodni plin, ugljen, dijamanti i zlato u azijskom dijelu Rusije. Uz to, alkoholizam je ogroman problem. Jezici većine malih naroda su pred izumiranjem, a posebno tamo gdje na osnovi industrijskog razvoja nestaje okolina u kojoj se njima koristilo.

## Poveznice
- Rusko osvajanje Sibira
- Sibirska ruta

## Vanjske poveznice
Sestrinski projekti
|  | Zajednički poslužitelj ima stranicu o temi Sibir    |
|  | Zajednički poslužitelj ima još gradiva o temi Sibir |